# Atari
Atari (/æˈtɑri/) este un nume de marcă deținut de mai multe entități de la înființarea sa în 1972, în prezent de Atari SA prin Atari Interactive. Compania inițială Atari, Inc., fondată în Sunnyvale, California în 1972 de Nolan Bushnell și Ted Dabney, a fost un pionier în jocuri arcade, console de jocuri de acasă și computere pentru acasă. Produsele companiei, cum ar fi jocul Pong și consola Atari 2600, au ajutat la definirea industriei de divertisment electronic din anii 1970 până la mijlocul anilor 1980.
În 1984, ca urmare a prăbușirii industriei jocurilor video din 1983, originalul Atari Inc. a fost împărțit, iar divizia arcade a fost transformată în Atari Games Inc.

## Istorie
Ca urmare a vânzărilor scăzute ale Computer Space, Nolan Bushnell a părăsit Nutting Associates pentru a crea cu Ted Dabney o companie cu drepturi depline. Când a vrut să înregistreze oficial compania, Bushnell a aflat că deja o companie folosea același nume (Syzygy). Din această cauză, noua corporație a fost numită "Atari".

## Jocuri Atari
- Akka Arrh
- Airborne Avenger
- Anti-Aircraft
- Asteroids
- Asteroids Deluxe
- Atari Baseball
- Atari Basketball
- Atari Football
- Atari Mini Golf
- Atari Soccer
- The Atarians
- Avalanche
- Battlezone
- Black Widow
- Breakout
- Cannonball
- Canyon Bomber
- Centipede
- Cloak & Dagger
- Cloud 9
- Combat
- Cops N Robbers
- Crash 'N Score
- Crystal Castles
- Destroyer
- Dominos
- Drag Race
- Fire Truck
- Firebeast
- Firefox
- Flyball
- Food Fight
- Goal IV
- Gotcha
- Gran Trak 10
- Gran Trak 20
- Gravitar
- Hercules
- Hi-way
- I, Robot
- Indy 4
- Indy 800
- Jet Fighter
- LeMans
- Liberator
- Lunar Lander
- Major Havoc
- Maze Invaders
- Middle Earth
- Millipede
- Missile Command
- Missile Command 2
- Monte Carlo
- Night Driver
- Orbit
- Outlaw
- Pin-Pong
- Pong
- Pong Doubles
- Pool Shark
- Pursuit (joc video)
- Quadrapong
- Quantum
- Quiz Show
- Qwak
- Qwak!
- Rebound
- Red Baron
- Road Runner
- Runaway
- Sebring
- Shark Jaws
- Sky Diver
- Sky Raider
- Solar War
- Space Duel
- Space Race
- Space Riders
- Sprint 1
- Sprint 2
- Sprint 4
- Sprint 8
- Return of the Jedi
- Star Wars
- Starship 1
- Steeplechase
- Stunt Cycle
- Subs
- Super Breakout
- Super Bug
- Super Pong
- Superman
- Tank
- Tank II
- Tank 8
- Tempest
- Time 2000
- Tournament Table
- Triple Hunt
- Tunnel Hunt
- Ultra Tank
- Video Pinball
- Warlords
- Wolf Pack

## Legături externe
- Site web oficial Atari
- Fostul site web global al mărcii Atari
- The Atari History Museum – site web de arhive istorice Atari
- Cel mai mare Atari Archive – site web de arhive software Atari
- Atari Times Arhivat în 9 mai 2008, la Wayback Machine., sprijinind toate consolele Atari
- Atari On Film Arhivat în 11 aprilie 2008, la Wayback Machine. – lista de produse Atari în filme
- The Dot Eaters: classic video game history – Istoricul cuprinzător al jocurilor video, informații extinse despre ofertele și istoricul Atari